# Kutrovátz Ernő
Kutrovátz Ernő (Siklósd, 1841. január 12. – Győr, 1913. október 21.) katolikus pap, győri segédpüspök.

## Pályafutása
Győrben tanult, ahol 1865. május 6-án szentelték pappá. 1872-től Szárazvámon szolgált plébánosként és esperesként, ahol templomot építtetett. 1894-től kanonok és pápai főesperes.

### Püspöki pályafutása
1897. április 19-én győri segédpüspökké és marcianai címzetes püspökké nevezték ki. Május 9-én szentelte püspökké Zalka János győri püspök, Steiner Fülöp székesfehérvári püspök és Boltizár József esztergomi segédpüspök segédletével.
1897-től komáromi, mosoni majd 1898-tól soproni, 1902-től pedig székesegyházi főesperes volt.
A szárazvámi templomban helyezték nyugalomra.